# Labena morda
Labena morda är en stekelart som beskrevs av Ian D. Gauld 2000. Labena morda ingår i släktet Labena och familjen brokparasitsteklar. Inga underarter finns listade i Catalogue of Life.